# Étienne Bézout

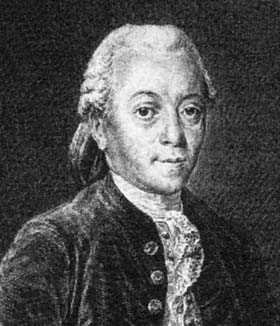
Étienne Bézout

Étienne Bézout (n. 31 martie 1730 - d. 27 septembrie 1783) a fost matematician francez, cunoscut mai ales pentru contribuțiile sale în domeniul algebrei.

## Biografie
S-a născut la Nemours, Seine-et-Marne. Tatăl, magistrat, a încercat să-l orienteze către avocatură.
Studiindu-l pe Leonhard Euler, Bézout se îndreaptă spre matematică.
În 1758 este ales membru al Academiei de științe a Franței.
În 1763 preia conducerea departamentului de instrucție al marinei regale.
În 1768 este numit într-o funcție similară în cadrul artileriei.

## Contribuții
Bézout a efectuat cercetări privind metodele de rezolvare a sistemelor de ecuații algebrice de grad superior perfecționând metoda de eliminare a lui Euler și a dat o metodă mecanică pentru scrierea rezultatului acestei eliminări, corespunzătoare modului de formare a determinanților.
A fost primul care a reușit să dea o demonstrație referitoare la soluțiile comune a două ecuații cu două necunoscute de gradul m și n și a demonstrat că un sistem de două ecuații cu două necunoscute de gradul m, respectiv n, are cel mult {\displaystyle m\cdot n\!} soluții.
În 1764 s-a ocupat de curbele algebrice demonstrând că două curbe de ordinul m și n se intersectează în {\displaystyle m\cdot n\!} puncte.
Regulile stabilite de Bézout au fost popularizate de către Carl Hindenburg, întemeietorul școlii de combinatorică.

## Scrieri
- 1764: o lucrare în Histoire de l'académie royale
- 1764: Cours de mathématiques à l'usage des gardes du pavillon et de la marine
- 1772: Cours de mathématiques à l'usage du corps de l'artilérie
- 1779: Théorie générale des écuations algébriques (Teoria generală a ecuațiilor algebrice).

Toate lucrările lui Bézout au apărut în mai multe ediții.
Manuscrisele sale au fost utilizate și de Gheorghe Asachi și traduse, apoi utilizate în manualele sale cu ocazia înființării Școlii de Hotarnici.